# Troféu Europeu de Corrida de Montanha de 2001
O 7º Troféu Europeu de Corrida de Montanha de 2001 foi a última edição organizada pela Associação Mundial de Corrida de Montanha, o evento ocorreu na cidade de Cerklje na Eslovênia no dia 1 de julho de 2001. Contou com a presença de 136 atletas em duas categorias, tendo como destaque a Itália com três medalhas, sendo duas de ouro.

## Resultados
Esses foram os resultados da competição.

### Sênior masculino
Individual 
| Posição           | Atleta           | País       | Tempo |
| ----------------- | ---------------- | ---------- | ----- |
| Medalha de ouro   | Antonio Molinari | Itália     | 49.47 |
| Medalha de prata  | Martin Bajcicak  | Eslováquia | 50.01 |
| Medalha de bronze | Raymond Fontaine | França     | 50.14 |
| 4                 | Helmut Schmuck   | Áustria    | 50.42 |
| 5                 | Sylvain Richard  | França     | 50.48 |
| 6                 | Martin Cox       | Inglaterra | 50.52 |
| 7                 | Marco De Gasperi | Itália     | 50.57 |
| 8                 | Marco Gaiardo    | Itália     | 51.01 |
| 9                 | Emanuele Manzi   | Itália     | 51.30 |
| 10                | Alexis Gex-Fabry | Suíça      | 51.40 |

Equipe 
| Posição           | Equipe  | Pontos |
| ----------------- | ------- | ------ |
| Medalha de ouro   | Itália  | 16     |
| Medalha de prata  | França  | 19     |
| Medalha de bronze | Áustria | 31     |

### Sênior feminino
Individual 
| Posição           | Atleta                 | País       | Tempo   |
| ----------------- | ---------------------- | ---------- | ------- |
| Medalha de ouro   | Svetlana Demidenko     | Rússia     | 56.30   |
| Medalha de prata  | Angela Mudge           | Escócia    | 57.08   |
| Medalha de bronze | Catherine Lallemand    | Bélgica    | 57.28   |
| 4                 | Pierangela Baronchelli | Itália     | 58.39   |
| 5                 | Izabela Zatorska       | Polónia    | 59.14   |
| 6                 | Ludmilla Melicherova   | Eslováquia | 59.31   |
| 7                 | Lucinda Moreiras       | Portugal   | 1:00.33 |
| 8                 | Corinne Raux           | França     | 1:00.36 |
| 9                 | Isabelle Guillot       | França     | 1:01.21 |
| 10                | Charlotte Sanderson    | Inglaterra | 1:01.30 |

Equipe 
| Posição           | Equipe     | Pontos |
| ----------------- | ---------- | ------ |
| Medalha de ouro   | França     | 30     |
| Medalha de prata  | Inglaterra | 37     |
| Medalha de bronze | Itália     | 45     |

## Quadro de medalhas
| Ordem | País       | Medalha de ouro | Medalha de prata | Medalha de bronze | Total |
| ----- | ---------- | --------------- | ---------------- | ----------------- | ----- |
| 1     | Itália     | 2               | 0                | 1                 | 3     |
| 2     | França     | 1               | 1                | 1                 | 3     |
| 3     | Rússia     | 1               | 0                | 0                 | 1     |
| 4     | Inglaterra | 0               | 1                | 0                 | 1     |
| 4     | Escócia    | 0               | 1                | 0                 | 1     |
| 4     | Eslováquia | 0               | 1                | 0                 | 1     |
| 7     | Áustria    | 0               | 0                | 1                 | 1     |
| 7     | Bélgica    | 0               | 0                | 1                 | 1     |